# Уайкофф (город, Миннесота)
Уайкофф (англ. Wykoff) — город в округе Филмор, штат Миннесота, США. На площади 2,5 км² (2,5 км² — суша, водоёмов нет), согласно переписи 2000 года, проживают 460 человек. Плотность населения составляет 484 чел./км².
- Телефонный код города — 507
- Почтовый индекс — 55990
- FIPS-код города — 27-71950[1]
- GNIS-идентификатор — 0654401[2]